# Pop Goes the World (singolo Men Without Hats)
Pop Goes the World è un singolo del gruppo musicale canadese Men Without Hats, pubblicato nell'ottobre 1987 come primo estratto dal terzo album in studio omonimo.

## Successo commerciale
Il singolo ottenne successo a livello mondiale.

## Cover
A partire dalla seconda metà degli anni novanta vari artisti internazionali hanno realizzato una cover del brano tra cui DJ Ötzi nel 2004.